# پارک ملی والبونی
پارک ملی والبونی (به لاتین: Valbonë Valley National Park) یک پارک ملی و منطقه حفاظت‌شده در آلبانی است که در شهرستان کوکس واقع شده‌است.